# كلير بينون
كلير بينون (بالإنجليزية: Claire Beynon)‏ هي فنانة نيوزيلندية، ولدت في 1960.